# Кукуруза консервированная

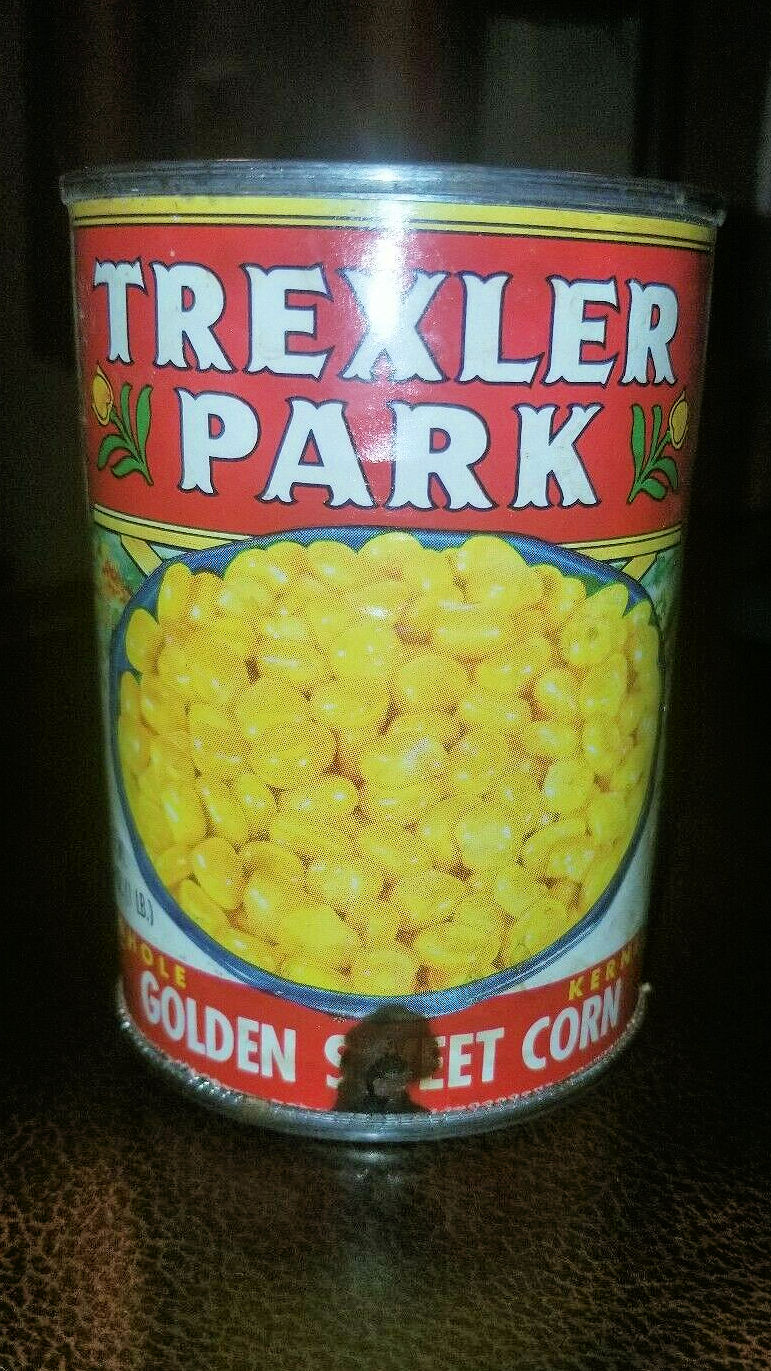
Банка сладкой кукурузы американского производителя. 1960-е

Кукуруза консервированная — консервы, вырабатываемые из сахарной кукурузы желтозерных и белозерных сортов, залитой раствором сахара и соли (ГОСТ 15877-70 С.2).

## История
Братья Уинслоу из Портленда открыли один из первых консервных заводов в Соединенных Штатах. Консервированная кукуруза была их первым продуктом и, как сообщается, к 1852 году добилась коммерческого успеха. В начале 1900-х годов в Мэне было 111 овощных консервных заводов, большинство из которых занималось консервированием кукурузы.

## Признаки качества
- Зерна должны быть целые и не иметь посторонних включений. Цвет от белого до различных оттенков жёлтого. Не должно быть дробленого зерна, оболочек, неравномерности по цвету и примесей.
- На банке с кукурузой не должно быть вмятин, так как поврежденная жесть может вступить в химическую реакцию с её содержимым и «обогатить» кукурузные зерна ионами олова или меди.
- Если заливка консервированной кукурузы прозрачная, вкус кукурузных зерен, скорее всего, плохой.
- Если заливка пахнет жестью, то качество продукта низкое.
- Чем светлее зерна консервированной кукурузы, тем они нежнее. Но в зрелой, ярко-желтой кукурузе витаминов больше.
- В банке кукурузных зерен должно быть больше, чем заливки: 60 % от массы нетто.

## Свойства
В консервированном варианте кукурузы сохраняется масса полезных веществ. В них содержится богатый комплекс минеральных веществ: калий, кальций, магний, железо, фосфор. В состав кукурузного белка входят незаменимые аминокислоты лизин (иммуномодулятор антидиабетического действия) и триптофан, необходимый организму для выработки витамина B3. Сам же кукурузный витаминный набор представлен группой В1, В2, В5, участвующих в тканевом дыхании и выработке энергии, каротином и витамином РР.

## Приготовление
Приготовление консервированной кукурузы начинается с уборки урожая и тщательной чистки початков от листьев обертки и «шелка». Затем следует мытье и бланширование — кратковременное погружение в горячую воду. Потом початки охлаждаются водой и срезаются зерна. На этом этапе отбраковываются пятнистые зерна и зерна темного цвета. Полученные зерна вновь моются, рассыпаются по банкам и заливаются заливкой. Состав заливки: вода, сахар и соль. Важно соблюдение пропорции соли и сахара, чтобы кукуруза получилась сладкой. Наполненные зернами и заливкой банки закатывают и стерилизуют.